# Lepidosireniformes
Lepidosireniformes é uma ordem de peixes. Tem duas famílias descritas. Lepidosirenidae e Protopteridae.